# SN 2010da
SN 2010da는 NGC 300에서 발견된 유일한 밝은 청색 변광성이다.

## 같이 보기
- NGC 300
- 밝은 청색 변광성
- B형 주계열성